# Жак Вентура
Жак Вентура (на ладино: Jacques Ventura, на гръцки: Ζακ Βεντούρα) е еврейски журналист и политик от Гърция. Член е на Социалистическата работническа партия на Гърция, по-късно станал Комунистическа партия на Гърция, секретар е на младежката организация на Комунистическата партия (ОКНЕ) и е избран в гръцкия парламент от Комунистическата партия и Обединения фронт на работниците, селяните и бежанците. Загива в Аушвиц по време на Втората световна война.

## Биография
Вентура е роден в 1899 година в Солун, тогава в Османската империя, днес в Гърция. Вентура е полиглот и взима участие в Гръцко-турската война от 1919 – 1922 година като преводач на генерал-майор Георгиос Кондилис. В Солун редактира социалистическия вестник „Аванти“ (1912 – 1923), във френскоезичния вестник „Информасион“ и е сред учредителите на Съюза на редакторите на ежедневни вестници на Македония-Тракия в 1923 година.
Вентура влиза в Социалистическата работническа партия от самото ѝ създаване в 1918 година. През септември 1920 година като представител на Федерацията на социалистическите работнически младежки организации на Гърция участва в извънредния конгрес на СРП. В 1922 година на така наречената Февруарска конференция СРП предлага линия за дългосрочно легално съществуване на партията. На 29 ноември 1922 година участва в учредителния конгрес на младежката организация на партията ОКНЕ, става член на секретариата на организацията и впоследствие неин секретар.
На общинските избори в 1925 година в Солун е избран за общински съветник, но е освободен след приемането на антикомунистическия закон от 8 февруари 1926 година.
В 1926 година е избран за народен представител от Единния фронт на работниците, селяните и бежанците. Въпреки факта, че е член на парламента, Вентура е преследван за участие в стачната борба.
Чрез своите статии и политическа дейност Вентура защитава правата на еврейската общност, изисквайки установяването на съботата като ден за почивка за евреите, правото да водят счетоводни книги и да преподават в училищата на ладински, както и преследването на антисемитизма.
През 1926 година Вентура се съгласява с предложението на някои партийни лидери да подкрепят монархиста Константинос Демердзис на президентските избори, което е отхвърлено от други партийни фигури и преди всичко от Никос Захариадис. Вентура е изключен от партията като ликвидатор, както поради умерените си възгледи, така и поради отказа си да подкрепи позицията за автономия на Македония. идваща от Коминтерна от ноември 1924 година. Едва в началото на 30-те години ръководството на КПГ решава, че този лозунг е неоснователен. Захариадис, генерален секретар на КПГ, пише, че „Коминтернът направи грешка, когато ни принуди да приемем в полза на Българскта комунистическа партия лозунга за единна и независима Македония, който ни причини толкова много злини.“ В 1936 година КПГ представя на Коминтерна своята нова линия за равенство на малцинствата в рамките на гръцката държава, отхвърляйки лозунга за „независима Македония“. Коминтернът приема новата линия на КПГ, но в действителност комунистическите партии на северните съседи на Гърция не я приемат.
Вентура продължи да подкрепя комунистическата партия след изключването му. Той остава редактор на еврейския вестник „Аванти“ до спирането на неговото издаване с влизането на германската армия в Солун през април 1941 година.
С началото на тройната немско-италиано-българска окупация на Гърция Вентура и семейството му успяват да се измъкнат на Крит. Той и семейството му намират убежище в село Врахаси в Източен Крит, в къщата на комуниста Еманулос Спанакис. След 2 години Спанакис е арестуван по донос за укриване на евреи, а с него и Вентура и семейството му. Съпругата и синът на Вентура загиват при потъването на „Данаи“ през юни 1944 година, заедно с 400 затворени членове на гръцката съпротива, 260 евреи и 300 италиански военнопленници. Жак Вентура загива в концлагера Аушвиц.